# Civilla D. Martin
Civilla Durfee Martin (21 de agosto de 1866 - 9 de marzo de 1948) fue una escritora canadiense-estadounidense de numerosos himnos cristianos y canciones de gospel, de finales del siglo XIX y la segunda mitad del siglo XX.
Su esposo, Walter Martin Stillman (1862-1935), estudió ministerio en la Universidad de Harvard, donde se convirtió en un ministro bautista. Posteriormente, se unió al movimiento de los Discípulos de Cristo. 
Juntos crearon himnos y canciones que se han convertido en canciones clásicas muy conocidas dentro de la comunidad cristiana. Algunas de sus obras más populares incluyen los cantos "God Will Take Care of You", "One of God's Days", "Going Home", "The Old Fashioned Way" y "His Eye is on the Sparrow". 